# Raná - Hrádek
Raná - Hrádek este o arie protejată (arie specială de conservare — SAC, sit de importanță comunitară — SCI) din Republica Cehă întinsă pe o suprafață de 168,94 ha, integral pe uscat.

## Localizare
Centrul sitului Raná - Hrádek este situat la coordonatele 50°24′19″N 13°45′56″E / 50.405278°N 13.765556°E.

## Înființare
Situl Raná - Hrádek a fost declarat sit de importanță comunitară în aprilie 2005 pentru a proteja 2 specii de animale. Situl a fost protejat și ca arie specială de conservare în iulie 2012.

## Biodiversitate
Situată în ecoregiunea continentală, aria protejată conține 3 habitate naturale: Grohotișuri silicioase medio-europene, la altitudine înaltă, Pajiști uscate seminaturale și facies de acoperire cu tufișuri pe substraturi calcaroase (Festuco-Brometalia) (* situri importante pentru orhidee), Tufărișuri subcontinentale peripanonice.
La baza desemnării sitului se află mai multe specii protejate:
- mamifere (1): popândău (Spermophilus citellus)
- nevertebrate (1): Stenobothrus eurasius